# Argilète
L'Argilète (en latin Argiletum) est une rue de la Rome antique qui conduisait du Forum Romain au quartier de Subur(r)e, qu'elle traversait. Elle suivait approximativement le parcours de la cloaca Maxima et correspond à l'actuelle Via Cavour. Les libraires y étaient nombreux. 
À la fin du Ier siècle, le forum de Nerva fut construit sur son premier tronçon. 
On ne connaît pas son étymologie exacte. Le poète Virgile en fait l'endroit de la « mort d'Argus » (latin Argi letum) : le roi Évandre, qui fait visiter le site de la future Rome à Énée, « [lui] montre aussi le bois de l'Argilète sacré, prend le lieu à témoin et raconte la mort de son hôte Argus. » (Énéide, 8, 345). Plus probablement, l'Argiletum serait un endroit d'où l'on extrayait l'argile. 
Numa Pompilius fit édifier le temple de Janus au bas de l'Argilète. 